# Apanteles balthazari
Apanteles balthazari är en stekelart som först beskrevs av William Harris Ashmead 1900.  Apanteles balthazari ingår i släktet Apanteles och familjen bracksteklar. Inga underarter finns listade i Catalogue of Life.